# تدمر
تَدمُر شهری در سوریه است که در شهرستان تدمر واقع شده‌است.

## خصوصیات
تدمر ۵۱٬۳۲۳ نفر جمعیت دارد و ۴۰۵ متر بالاتر از سطح دریا واقع شده‌است.